# Mitko Grăblev
Mitko Todorov Grăblev (in bulgaro Митко Тодоров Гръблев?; Pazardžik, 21 settembre 1964) è un ex sollevatore bulgaro campione mondiale ed europeo che ha gareggiato nella categoria dei pesi gallo (fino a 56 kg.).

## Carriera
Il 1986 fu l'anno di maggior successo per Grăblev, durante il quale vinse dapprima la medaglia di bronzo ai Campionati europei di Karl-Marx-Stadt con 275 kg. nel totale, e dopo qualche mese arrivò a conquistare la medaglia d'oro ai Campionati mondiali di Sofia con 290 kg. nel totale.
L'anno seguente si aggiudicò la medaglia d'oro anche ai Campionati europei di Reims con 295 kg. nel totale.
Nel 1988 confermò il titolo europeo, vincendo la medaglia d'oro ai Campionati europei di Cardiff con 287,5 kg. nel totale, e alcuni mesi dopo, partecipò alle Olimpiadi di Seul 1988, terminando la gara olimpica al 1º posto con 297,5 kg. nel totale, ma venendo poi squalificato e privato della medaglia d'oro in quanto risultò positivo alla furosemide al controllo antidoping.